# Sottrum
Sottrum est une commune située dans le Nord de l'Allemagne, dans le Land de Basse-Saxe et l'arrondissement de Rotenburg (Wümme).

## Histoire
Sottrum a été mentionnée pour la première fois dans un document officiel[Lequel ?] en 1205.

## Quartiers
1. Sottrum
2. Stuckenborstel
3. Everinghausen

## Jumelages
- Sauveterre-de-Guyenne (France)
- Lubasz (Pologne)